# Abovjan (Ararat)
Abovjan (Armeens:Աբովյան) is een plaats in de marzer (provincie) Ararat, Armenië. Deze plaats ligt 13 kilometer (hemelsbreed) van de Jerevan (de hoofdstad van Armenië) af.
Tot 1946 heette de plaats Opper-Aghbash. Sindsdien is de dorpsnaam Abovjan ter ere van de 19e-eeuwse dichter en schrijver uit Armenië Abovjan.

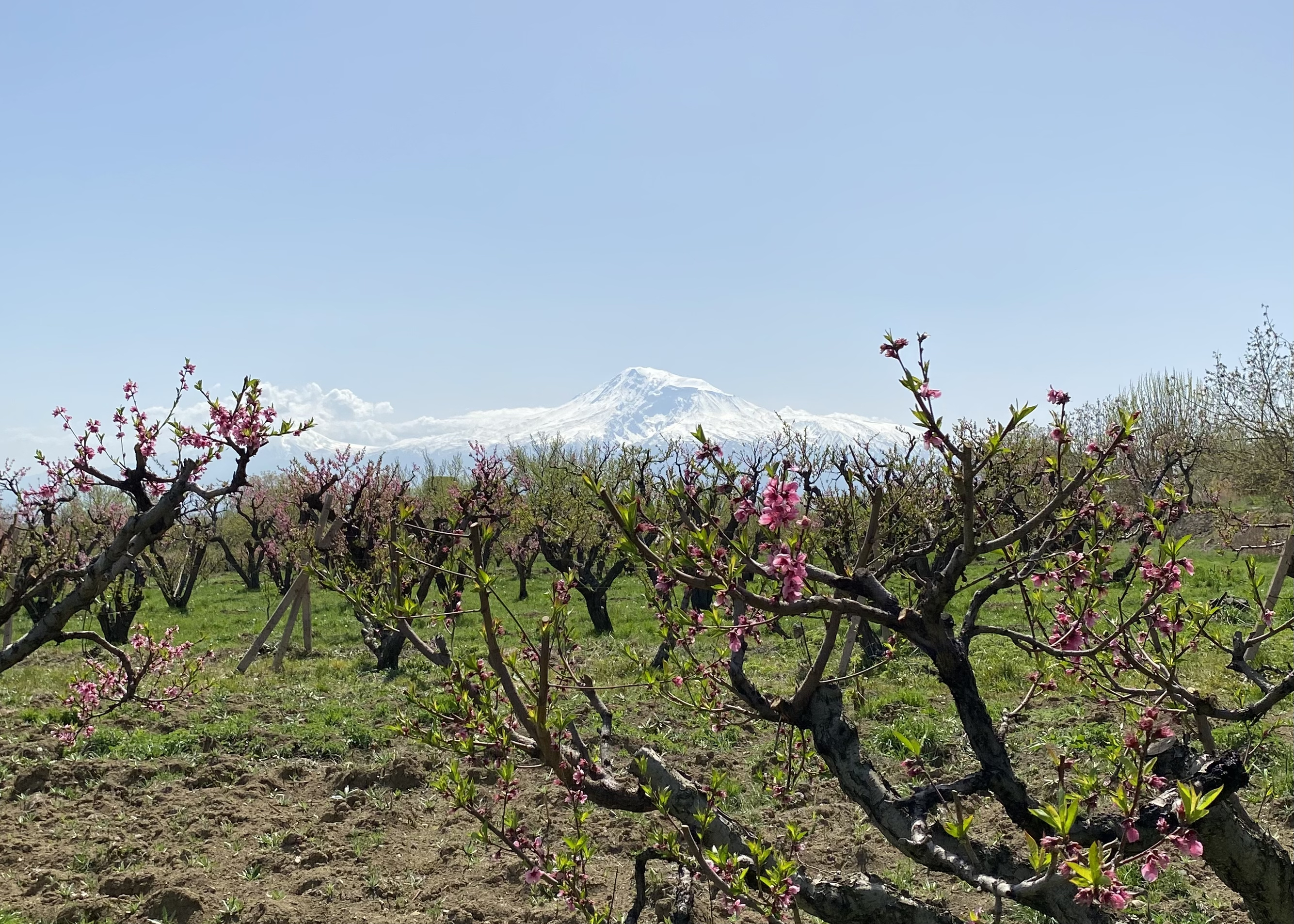
Uitzicht op Ararat vanaf Abovyan, gemeente Artashat